# Невски Експрес
Невски Експрес (№ 165/166) (на руски език - Невский экспресс) е скоростен пътнически влак, пътуващ между Москва и Санкт Петербург, като за първи път превозва пътници през 2001 година.
Композицията се състои от 13 вагона, вагон-ресторант и локомотив. В състава на композицията влизат вагони със седящи места и луксозни спални вагони.
Във всеки пътнически вагон има 48 места, в купетата – 36 места, в луксозните (СВ) – 16 места. Вагоните са произведени от Тверския вагоностроителен завод.
Времето, за което композицията преминава разстоянието, е 4 часа и 30 минути, като скоростта на движение е около 200 км/ч.
Влакът не спира на междинни станции.

## Аварии
За времето, за което се използва, тази композиция претърпява две сериозни аварии. Първата е на 13 август 2007 година, когато вследствие на повреда на релса, дерайлират локомотивът и 12 вагона, като при инцидента са ранени 60 души.
Втората авария е на 27 ноември 2009 година. При съмнения за терористичен акт (наречен Бомбен атентат срещу „Невски Експрес“) загиват 26 души, а около 100 са ранени.